# Bronisławów (powiat białobrzeski)
Bronisławów – wieś w Polsce położona w województwie mazowieckim, w powiecie białobrzeskim, w gminie Promna.
| SIMC    | Nazwa         | Rodzaj    |
| ------- | ------------- | --------- |
| 0632697 | Klin Branecki | część wsi |

W latach 1975–1998 miejscowość należała administracyjnie do województwa radomskiego.